# Spoorlijn Killwangen - Aarau
De spoorlijn Killwangen - Aarau ook wel Heitersberglinie genoemd is een Zwitserse spoorlijn tussen Killwangen en Aarau aan het hoofdspoor tussen Zürich en Bern.

## Geschiedenis
Het traject werd als een deel van de Neue Haupttransversalen (NHT) in de jaren 1970 aangelegd. De treindienst werd op 22 mei 1975 begonnen en het traject werd op 1 juni 1975 geopend.

## Traject
Van Killwangen buigt het traject van de hoofdlijn Zürich – Brugg – Aarau – Olten – Bern af en gaat vervolgens door de ongeveer vijf kilometer lange Heitersberg-tunnel naar de omgeving van Mellingen waar het traject van Wettingen begint. Voor de aankomst in Othmarsingen voegt het traject uit Brugg zich bij de Heitersberglijn om na Othmarsingen aansluiting te geven op een spoordriehoek met een traject naar en een traject van Rotkreuz. De verbinding van Brugg aan de Bözberglinie naar Rotkreuz is een belangrijk onderdeel van het noord – zuid goederenvervoer van Duitsland via de Gotthardspoorlijn naar Italië. Vervolgens loopt het traject verder naar Hendschiken en Lenzburg. Na Rupperswill gaat het viersporige traject naar Aarau. Dankzij een vrij rechte tunnel en traject kon de maximale snelheid tot 140 km/h verhoogd worden.

## Heitersberg-tunnel
Met de bouw van deze tunnel werd in de jaren 1970 begonnen. De tunnel heeft bij Killwangen twee uitgangen waardoor de lengte in de linkerbuis 4.929 meter en in de rechterbuis 4.887 meter bedraagt. Op 22 mei 1975 werd de Heitersberg-tunnel en het traject Killwangen – Gruemet in gebruik genomenen.

## Elektrische tractie
Het traject werd geëlektrificeerd met een spanning van 15.000 volt 16 2/3 Hz wisselstroom.